# Bartolomeo Pinelli
Pour les articles homonymes, voir Pinelli.
Bartolomeo Pinelli (né à Rome le 20 novembre 1781 – mort dans la même ville le 1er avril 1835) est un peintre, aquarelliste, graveur, lithographe, sculpteur et dessinateur italien actif au début du XIXe siècle.

## Biographie

### Enfance et formation
Fils de Giovanni Battista Pinelli et de Francesca Gianfarani, Bartolomeo Pinelli naît à Rome en 1781, dans un immeuble du quartier de Trastevere qui n'existe plus, mais près duquel on a posé une plaque et un buste en bronze en son honneur. 
Son père, modeleur de statues de dévotion, enseigne à Bartolomeo l’art du travail de la céramique, mais sa virtuosité dans le domaine de la figuration se révèle principalement en gravure, en dessin et en peinture. Bartolomeo est d'abord formé à l'Académie des Beaux-arts de Bologne, où la famille a emménagé en 1792, puis à l’Accademia di San Luca de Rome, où il est de retour en 1799. Il commence à y travailler avec Franz Kaisermann (it), pour lequel il peint les figures de ses paysages à l’aquarelle. Il produit en 1807 son Album de trente-six aquarelles de scènes et de costumes de Rome et du Latium.
Il est décrit ainsi par un contemporain :

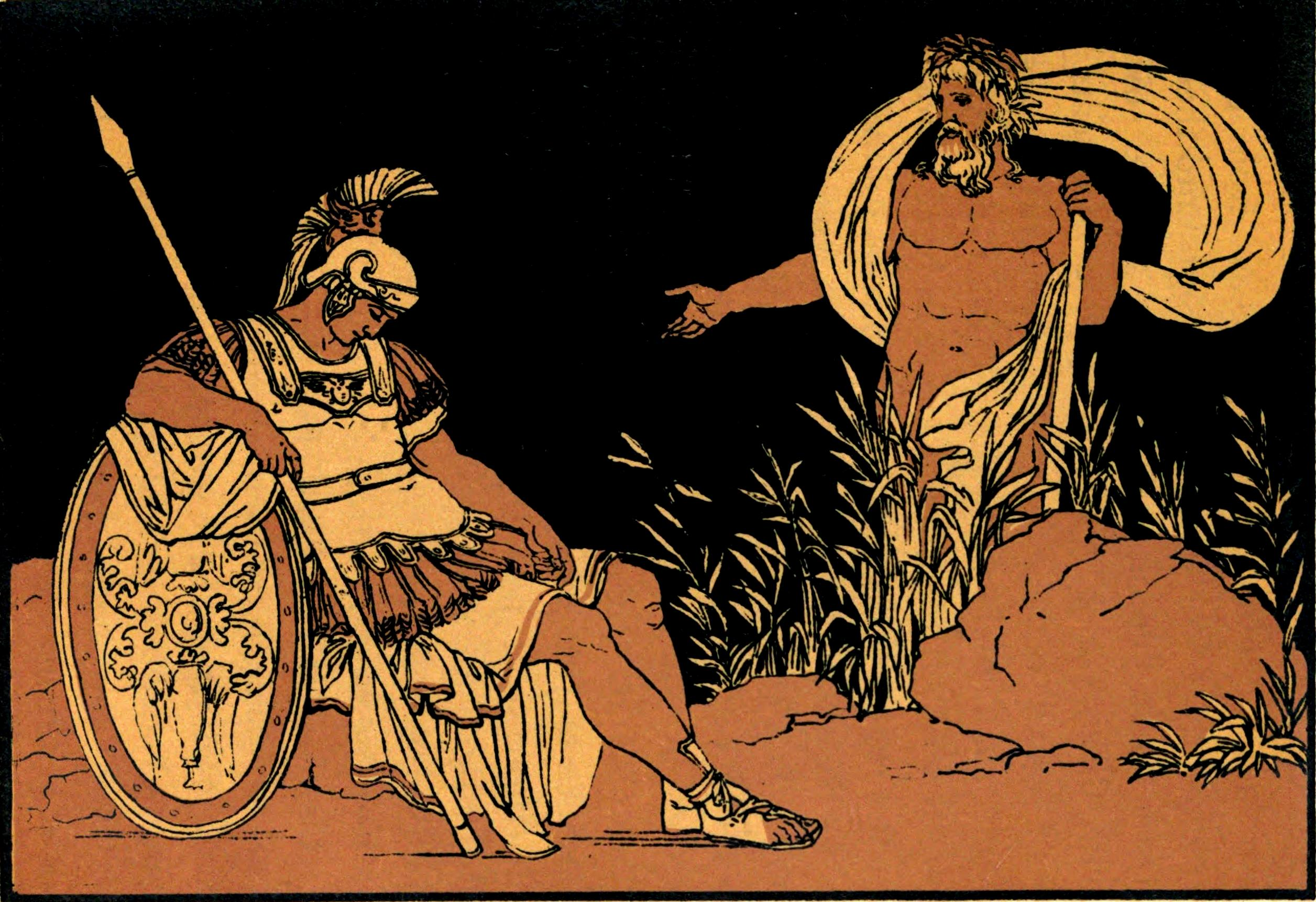
Enea e il Tevere, gravure, avant 1835.

« Bartolomeo Pinelli était de moyenne stature, et portait une physionomie et une allure vive ; une chevelure touffue qui encadrait et descendait en longues boucles autour de son visage [...] ; les traits du visage étaient marqués, mais réguliers, et n'a pas que de petites moustaches comment l’on voit dans son buste au Pincio. De costumes bizarres, même trop attaché aux plaisanteries. Habillé avec négligence à la façon du peuple, on le voyait toujours flâner pour Rome, accompagné de deux grandes mâtins, avec un gourdin qui avait pour pommeau une figure en bronze. Il était emprunt à la colère, quoiqu'il fût habituellement toujours de bonne humeur ; athée, que de nombreux hommes de génie de son temps, il a été un patriote à sa manière, c'est-à-dire amoureux de Rome, envers laquelle il concentra toutes ses affections »

— David Silvagni, vers 1881-1884.

### Carrière
Sa première série de gravure Raccolta di cinquanta costumi pittoreschi incisi all'acquaforte (Collection de cinquante costumes pittoresques gravés à l’eau-forte) date de 1809. 
En 1812, Millin, commentant une gravure de Pinelli représentant le Carnaval de Rome, a écrit : « Il est aisé de voir que cette composition n'est qu'un croquis dessiné et gravé en un jour par M. Pinelli, jeune artiste plein de vivacité et de talent, dont tous les étrangers emportent des compositions. Il ne se livre pas uniquement à un genre frivole, et il a déjà gravé plusieurs ouvrages importants. Il a fait pour moi les dessins de près de 300 monuments inédits que j'ai dans mon porte-feuille, et que j'espère publier à mon retour. »

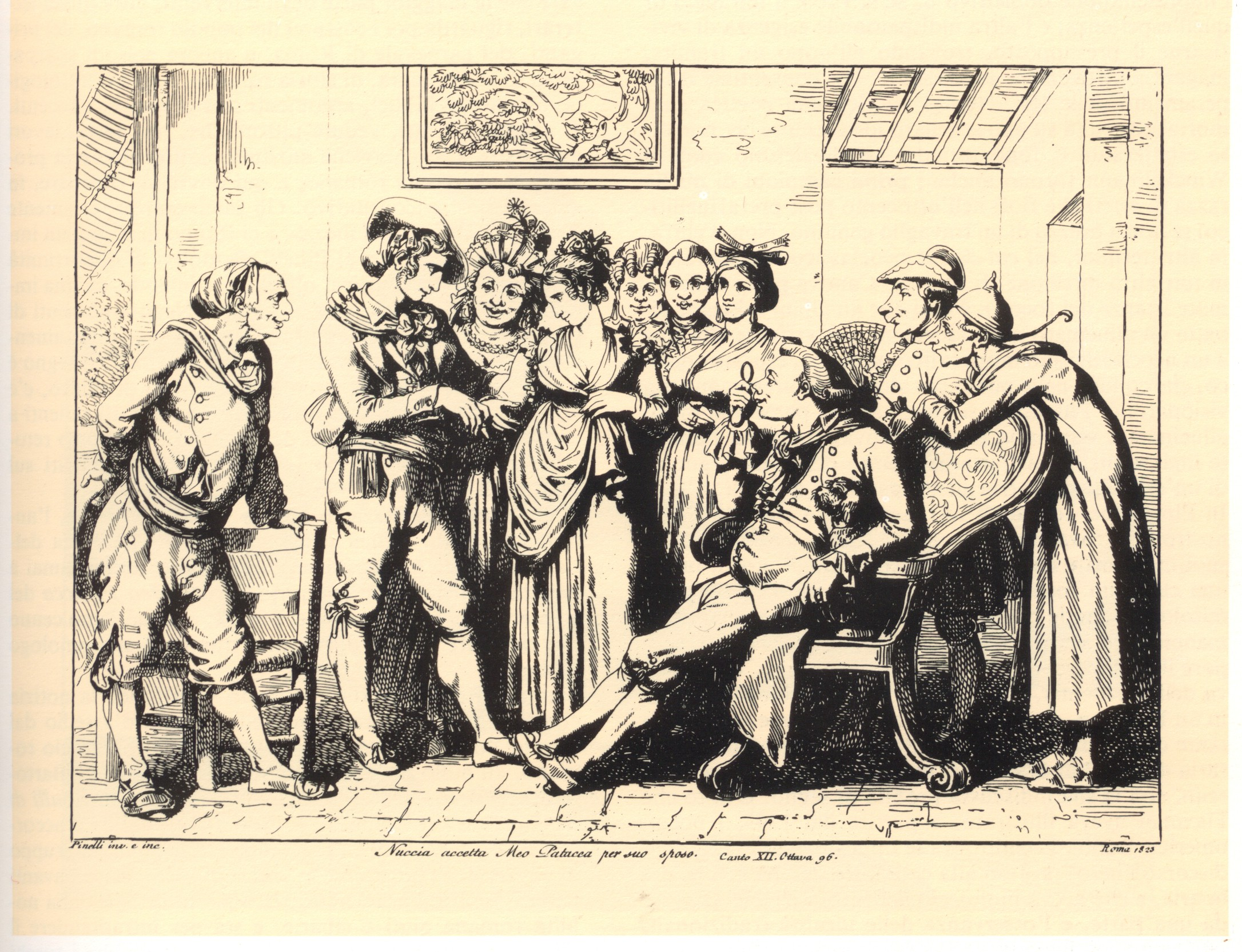
Nuccia accetta Meo Patacca per suo sposo, illustration du Meo Patacca de Berneri.

En 1816, Pinelli crée les illustrations pour une Storia romana et en 1821 pour une Storia greca. Entre 1822 et 1823, il crée cinquante planches pour illustrer le poème Meo Patacca (it) de Giuseppe Berneri (it). L'absolution lui est refusée le 25 août 1834 pour son indifférence à l'égard du précepte de la communion pascale.

### Décès et postérité
Bartolomeo Pinelli meurt le 1er avril 1835 à Rome, en laissant incomplète l’illustration du Maggio romanesco (Mai romain) de Giovanni Camillo Peresio (it).
Selon le poète Gioacchino Belli, la soirée de sa mort, Pinelli avait bu à l’excès dans son bistrot habituel. Les honneurs funèbres furent effectués grâce aux dons volontaires des admirateurs de son art et beaucoup d'artistes, vêtus de deuil, avec leurs presses et des branches de cyprès dans la main, l'accompagnèrent jusqu'à la tombe dans l'église Saints-Vincent-et-Anastase-à-Trevi, près de la fontaine de Trevi.
Le critique Giulio Carlo Argan est très sévère : « fameux mais insupportable graveur, il cherche les descendants des anciens héros dans les hommes et les femmes du peuple des bistrots de Transtevere, en accouplant la rhétorique de la romanité avec le folklore romain ».

### Vie privée
En 1809, il épouse civilement Mariangela Gatti, avec qui il a une fille, décédée à un jeune âge, et un garçon, Achille qui sera plus tard lui aussi artiste. 

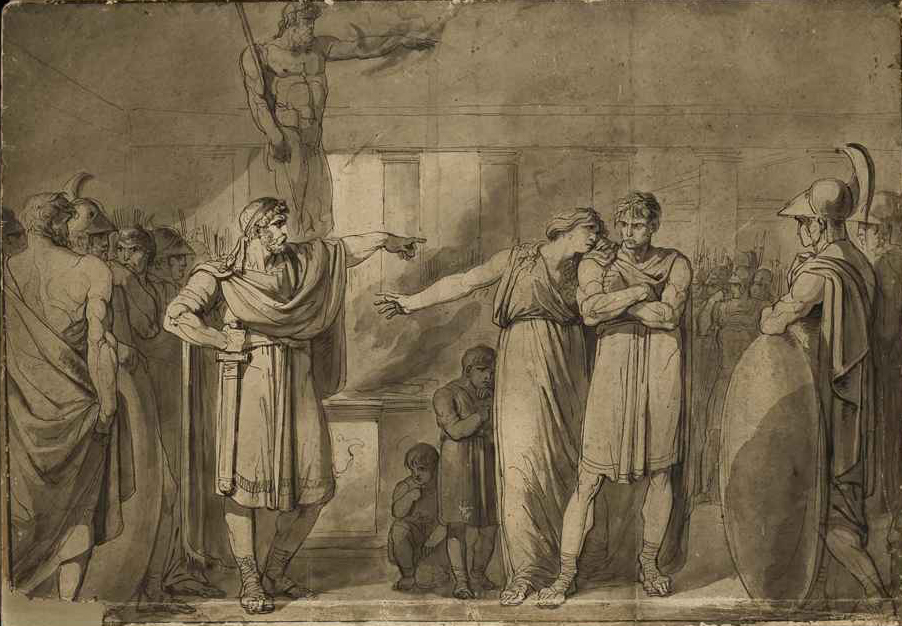
Cleombrotus banit par Léonidas II, roi de Sparte, Musée d'Art classique de Mougins.

## Œuvres

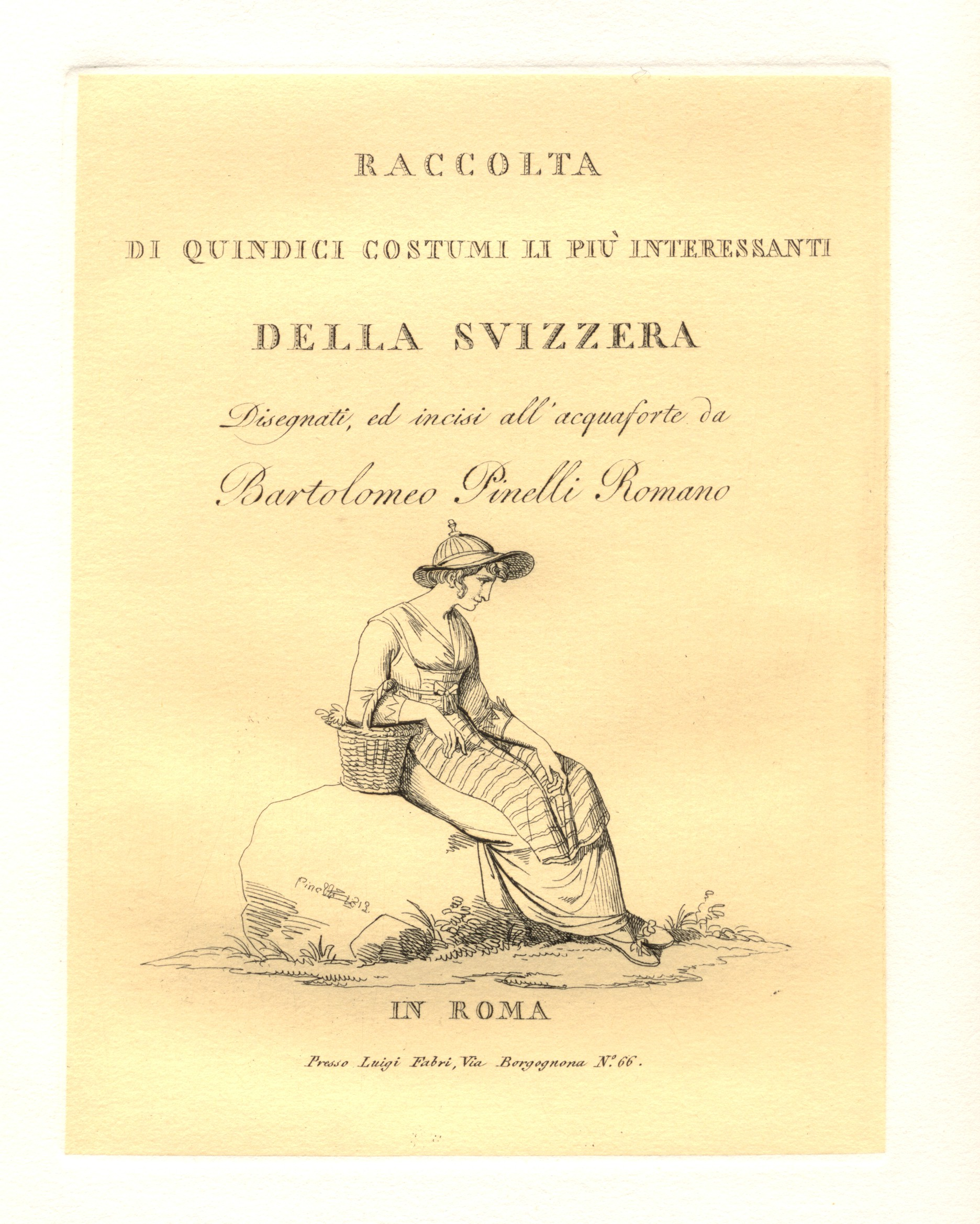
Collection de quinze costumes suisses

- Altra raccolta di Costumi di Roma, 50 gravures
- Il carnevale di Roma, une gravure
- La storia Romana, 101 gravures
- La storia degli Imperatori, cominciando da Ottavio, 101 gravures
- Dante, Inferno, Purgatorio e Paradiso, 145 gravures
- Il Tasso - La Gerusalemme Liberata, 72 gravures
- L'Ariosto - L'Orlando Furioso, 100 gravures
- Eneidi (sic) di Virgilio, 50 gravures
- Raccolta di costumi antichi
- Istoria Greca, 100 gravures
- Raccolta di Costumi di Roma, 50 gravures, 1809
- Costumi svizzeri, 15 gravures, 1813
- Costumi della Campagna Romana, 50 gravures, 1823
- Meo Patacca, 50 gravures, 1822-1823
- Costumi del Regno di Napoli, 50 gravures, 1828